# リスの雪かき
『リスの雪かき』（リスのゆきかき、原題：Corn Chips）は、ウォルト・ディズニー・プロダクション（現：ウォルト・ディズニー・カンパニー）が製作した1951年3月23日公開のアニメーション短編映画作品。ドナルドダック・シリーズの第98作である。

## あらすじ
ドナルドによって、雪かきを余計な分まで働かせられたチップとデール。怒った2匹はドナルドの家に押しかけようとするが・・・。

## スタッフ
- 製作：ウォルト・ディズニー
- 監督：ジャック・ハンナ
- 脚本：ビル・バーグ、ニック・ジョージ
- 音楽：オリバー・ウォレス
- 美術：エール・グレイシー
- 背景：
- 原画：ヴォルス・ジョーンズ、ビル・ジャスティス、ボブ・チャールソン、ジャッジ・ウィテカー

## キャスト
| キャラクター   | 原語版                   | 旧吹き替え版 | 新吹き替え版 |
| -------------- | ------------------------ | ------------ | ------------ |
| ドナルドダック | クラレンス・ナッシュ     | 関時男       | 山寺宏一     |
| チップ         | ジェームズ・マクドナルド | 土井美加     | 滝沢ロコ     |
| デール         | デジー・フリン           | 後藤真寿美   | 稲葉実       |
| ナレーター     | -                        | 江原正士     | -            |

## 日本での公開

### 収録
- 「ミッキーのクリスマスキャロル 30th Anniversary Edition」